# Paracornicularia
Paracornicularia bicapillata es una especie de araña araneomorfa de la familia Linyphiidae. Es el único miembro del género monotípico Paracornicularia.

## Distribución
Es un endemismo de Estados Unidos.